# Elyaniv Barda
Elyaniv Felix Barda (på hebraisk: אליניב פליקס ברדה) (født 15. december 1981 i Beersheba, Israel) er en israelsk fodboldspiller, der spiller som angriber hos barndomsklubben Hapoel Be'er Sheva. Han har spillet for klubben siden 2013. Tidligere har han repræsenteret Hapoel Be'er Sheva, Maccabi Haifa, Genk og Hapoel Tel Aviv i sit hjemland.
Barda var med Maccabi Haifa med til at vinde det israelske mesterskab i både 2004 og 2005. Med Genk vandt han i 2009 den belgiske pokalturnering.

## Landshold
Barda står (pr. 12. juli 2013) noteret for 32 kampe og 12 scoringer for Israels landshold, som han debuterede for 24. marts 2007 i en EM-kvalifikationskamp mod England.

## Titler
Israelske Mesterskab
- 2004 og 2005 med Maccabi Haifa

Belgiens pokalturnering
- 2009 med KRC Genk